# Capricornis crispus
O serau-japonês é uma espécie pertencente ao gênero Capricornis endêmica do Japão, em específico às ilhas de Honshu, Kyushu e Shikoku.

## Taxonomia
O nome binomial atual, Capricornis cripus é de autoria de Temminck (1836). Wilson e Reeder (1993) trataram a espécie como sendo pertencente ao gênero Nemorhaedus, porém Grubb (2005) colocou a espécie no gênero Capricornis. Evidência genética recente mostra que o Capricornis swinhoei é uma espécie diferente ao Capricornis crispus.

## Distribuição e habitat
O Capricornis crispus é uma espécie endémica do Japão, encontrando-se nas ilhas de Honshu, Kyushu e Shikoku. A espécie se faz comum nas cadeias de montanhas do norte e centro de Honshu e leste de Shikoku, porém é restringida a pequenas áreas fragmentadas em Kyushu. Povoa densas florestas em encostas de montanhas e florestas de coníferas.

## Descrição
O corpo da espécie tem uma extensão de 80-180 centímetros, altura dos ombros de 50-94 cm, tamanho de cauda de 6-16 cm e peso de 25-140 quilogramas. Ao contrário de espécies similares, a pelagem da parte superior do animal não tem uma cor uniforme, e sim varia entre branco e roxo escuro. As pernas são marrom escuro ou pretas e pode haver uma pelagem branca envolvendo a parte inferior do pescoço. As orelhas são longas e marrons, enquanto o nariz é escuro e sem pelagem. As partes inferiores são claras e a cauda é moderadamente espessa. Macho e fêmea possuem chifres curvados para trás e que medem 8-15 cm.

## Biologia e ecologia
A espécie alimenta-se durante o início da manhã e final da tarde, abrigando-se sob rochas ou em cavernas durante o resto do dia. Indivíduos podem ter um território de 1,3-4,4 hectares, enquanto grupos ocupam 9,7-21,7 hectares. A marcação de seus territórios é feita a partir de uma secreção produzida pelas glândulas pré-orbitais. A maturidade sexual ocorre com 2 anos e meio para fêmeas e 2,5-3 anos para machos, e o período de gestação dura 7 meses, começando em outubro e novembro. Podem viver por até 20 anos.